# Isidore Stanislas Helman
Isidore Stanislas Helman (Lilla, 1743 – Parigi, 1806 o 1809) è stato un incisore francese.

## Biografia
Allievo dell'Accademia di belle arti di Lille, Isidore Stanislas Helman studiò sotto la guida di Louis-Jean Guéret e di Louis-Joseph Watteau. Si trasferì poi a Parigi, dove completò la sua formazione presso Jacques-Philippe Lebas. Ha inciso immagini tratte da dipinti di molti artisti, tra cui Nicolas Lavreince, Pierre Antoine Baudouin, Jean Duplessis-Bertaux, Jean-Baptiste Le Prince e Hubert Robert.
Isidore Stanislas Helman ha realizzato incisioni per Les Conquêtes de l'empereur de la Chine (1783-1785) e per le Principales journées de la Révolution, da dipinti di Charles Monnet, (1797). Significativa è l'incisione Journée du 21 Janvier 1793: la mort de Louis Capet sur la Place de la Révolution, su disegno di Monnet. L'iconografia della decapitazione di Luigi XVI di Francia, avvenimento fondante della Rivoluzione francese, appare in quest'incisione come presa dal vero; in realtà Helman intervenne su una lastra, incisa in primo stato da Antoine-Jean Duclos, nel 1793.
Ha collaborato con incisioni ad Essai historique sur l'Hôtel-Dieu de Paris, ou Tableau chronologique de sa fondation et de ses accroissements successifs di Louis Rondonneau de La Motte.

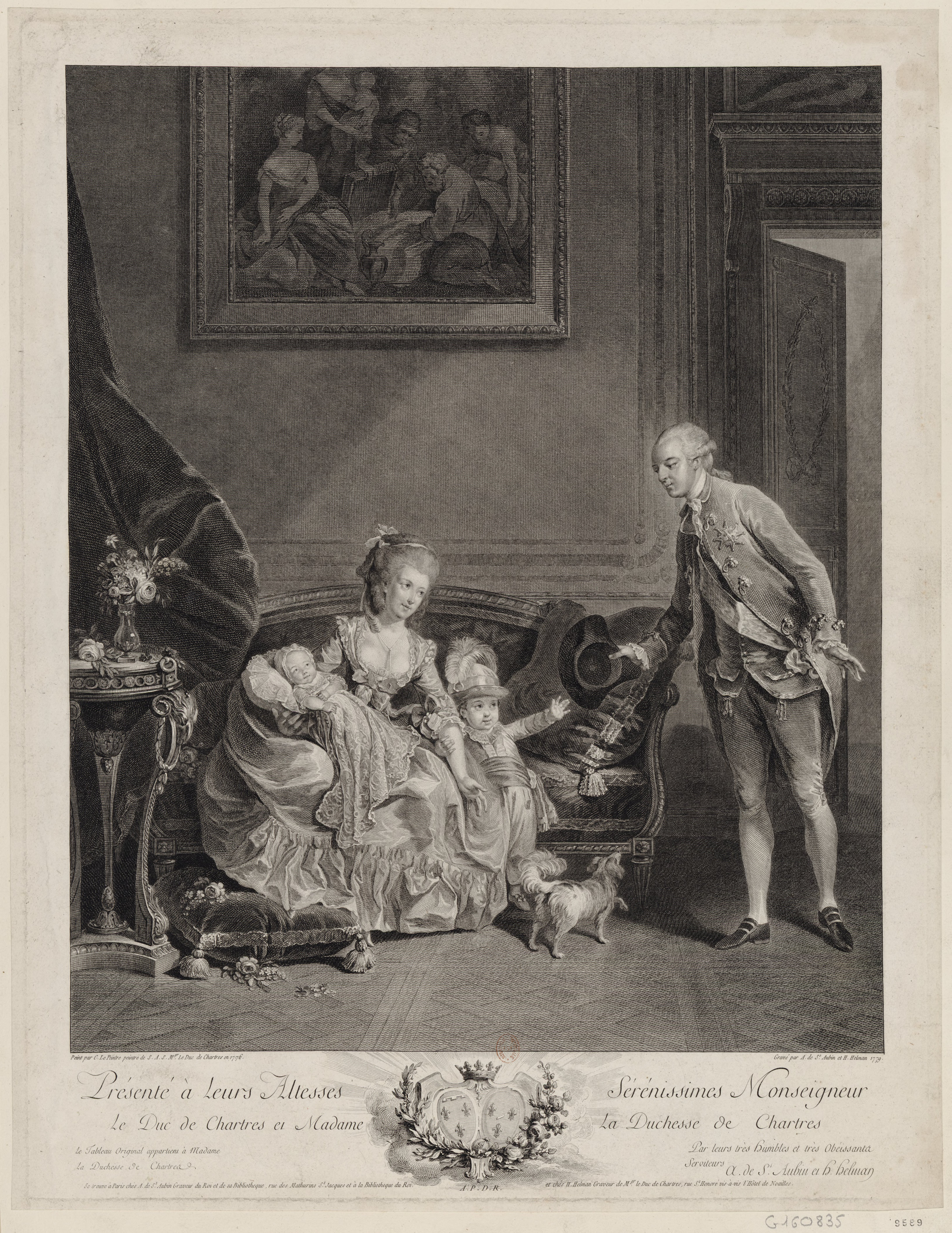
Isidore Stanislas Helman, Il duca di Chartres con sua moglie e i suoi figli maggiori, da un dipinto di Charles Lepeintre, 1779

È stato uno degli incisori della ricca edizione, in tre volumi, di Orlando furioso di Ludovico Ariosto. Ha anche collaborato, con sue incisioni, all'opera Les Métamorphoses d'Ovide gravées sur les desseins des meilleurs peintres francais. Helman è stato anche uno degli autori di incisioni, chiamati ad illustrare Le temple de Gnide di Nicolas de Launay, nella versificazione di Charles-Pierre Colardeau.

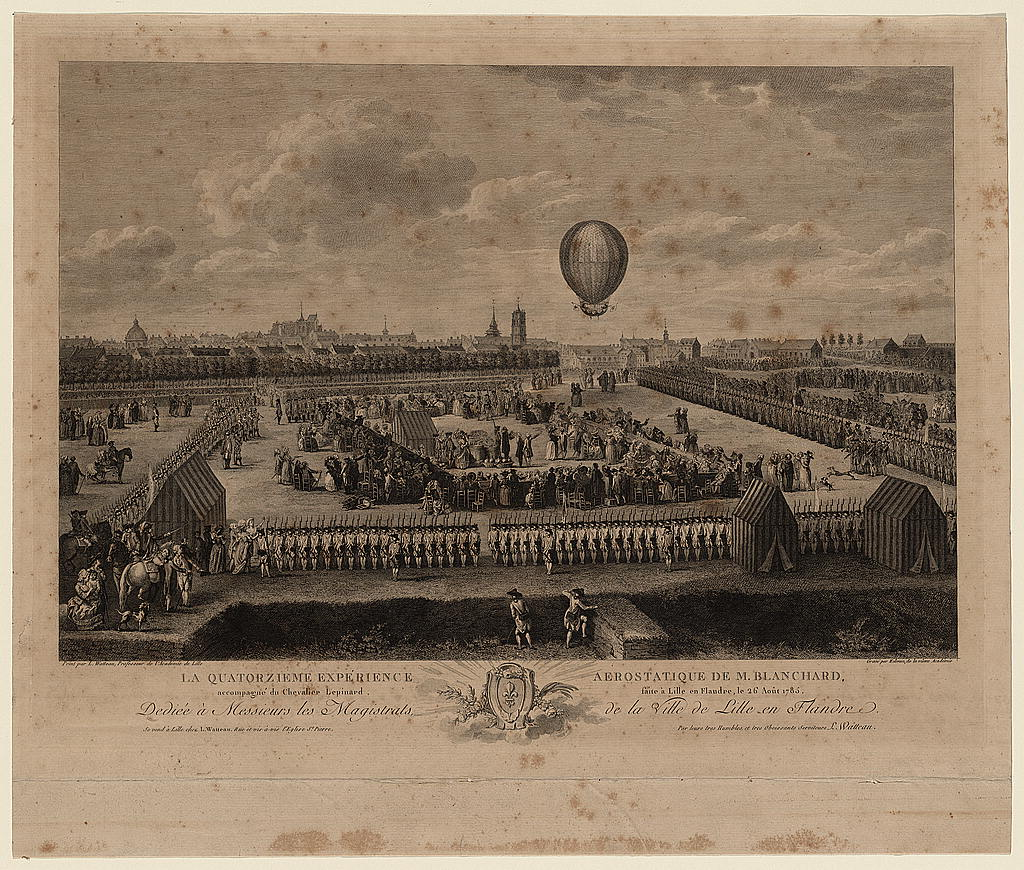
Ascesa del balloon a Lille, 1785

### Altre incisioni
- Le petit temple a Tivoli, stampa ad acquaforte, da un dipinto di Hubert Robert, Paris, Basan et Poignant, 1770 circa[8]